# Sepp Kuss
Sepp Kuss (født 13. september 1994) er en professionel cykelrytter fra USA, der er på kontrakt hos Team Visma | Lease a Bike.
Han vandt Tour of Utah 2018. Ved Vuelta a España 2019 vandt han 15 etape. Første sejr i 2020 kom på femte etape af Critérium du Dauphiné.
I 2023 blev han den samlede vinder af Vuelta a España foran holdkammeraterne Jonas Vingegaard og Primož Roglič.

## Meritter
2016
1. plads, 2. etape, Redlands Bicycle Classic
6. plads samlet, Tour de Beauce
1. plads, 2. etape
2017
2. plads samlet, Tour of Alberta
6. plads samlet, Colorado Classic
8. plads samlet, Tour of the Gila
9. plads samlet, Tour of Utah
2018
1. plads samlet  Tour of Utah
1. plads  Bjergkonkurrencen
1. plads, 2., 5. og 6. etape
2019
1. plads, 15. etape, Vuelta a España
5. plads, Japan Cup
2020
8. plads samlet, Tour de La Provence
10. plads samlet, Critérium du Dauphiné
1. plads, 5. etape
2021
1. plads, 15. etape, Tour de France
8. plads samlet, Vuelta a España
2022
1. plads, 1. etape (TTT) Vuelta a España
3. plads, Classic de l'Ardèche
2023
1. plads samlet  Vuelta a España
1. plads, 6. etape
5. plads samlet, UAE Tour